# Nuclear Physics B
Nuclear Physics B is een internationaal, aan collegiale toetsing onderworpen wetenschappelijk tijdschrift op het gebied van de kernfysica. De naam wordt in literatuurverwijzingen meestal afgekort tot Nucl. Phys. B.